# Anelosimus inhandava
Anelosimus inhandava là một loài nhện trong họ Theridiidae.
Loài này thuộc chi Anelosimus. Anelosimus inhandava được miêu tả năm 2005 bởi Agnarsson.